# نجیب‌الله حقانی
نجیب‌الله حقانی سیاستمدار اهل افغانستان است. وی از تاریخ ۷ سپتامبر ۲۰۲۱ به حیث سرپرست وزارت مخابرات و تکنالوژی معلوماتی امارت اسلامی افغانستان منصوب گردید.. وی همچنین چند منصب سیاسی در دولت پیشین امارت اسلامی (۱۹۹۶–۲۰۰۱) عهده‌دار بوده‌است. پسر مامای نورجلال معاون وزیر کشور از سال ۲۰۲۱ است.